# Вајарство
Вајарство или скулптура (лат. sculpere - клесати, урезивати) је уметност обликовања тродимензионалних облика (кипова) у материјалима као што су камен, мермер, дрво, метал, глина, стакло, пластика и многи други. Вајарство, као сликарство и архитектуру убрајамо у ликовну, али и у пластичну или просторну уметност, јер вајар уметнички обликује простор.
Већина скулптура има чисто естетски тј. уметнички циљ. Када тродимензионални објекат – скулптура, поред уметничког поседује и употребни аспект, можемо је назвати скулптуром само уколико је уметнички аспект предоминантан, а када су употребни и уметнички аспект балансирани, назива се функционалном скулптуром, а како уметнички аспект препушта више места употребном, вајарство постаје дизајн.
Велики број вајара сматра да су само линија, површина и волумен, и када се томе придода симетрија, пропорција и ритам, довољни да се изрази мисао и да се преточи у скулптуру. Такве скулптуре припадају нефигуративном – апстрактном вајарству.

## Појам
Вајарство није више фиксан појам који би се за стално применио на одређену категорију предмета или скупа активности, већ се ради о имену једне уметности која се непрекидно развија, мења, и шири своје активности; непрестано уврштавајући нове врсте предмета у свој оквир. Ширина појма у другој половини двадесетог века је већ била далеко већа него што се то могло замислити неколико десетљећа раније, а у флуидном стању уметности на почетку 21. века нико не може са сигурношћу предвидети шта се све може уврстити у вајарско дело у ближој или даљој будућности.
Одређене карактеристике које су у претходним вековима сматране суштинским за уметност вајарства, највећим делом нису више присутне у модерном вајарству, те тако више не могу припадати његовој дефиницији. Једна од најбитнијих је она која се тиче представљања природе. Пре двадесетог века, вајарство је сматрано предметном уметношћу, оном која имитира облике природе, најчешће људски лик, али такође и неживе предмете, игре, различите типове прибора и књиге, обично у пратњи вајане или клесане људске фигуре. Почетком двадесетог века, међутим, у вајарству се такође појављују непредметне, апстрактне форме. За функционалне предмете и објекте као што су намјештај, вазе, и грађевине, је и раније сматрано да могу бити експресивни и лепи иако нису огледало природе, али се тек у двадесетом веку јављају нефункционална, непредметна (апстрактна) тродимензионална уметничка дела.
Пре 20. века, вајарство је првенствено сматрано уметношћу чврсте форме, или масе. Истина, и раније су постојали негативни елементи вајарства, односно рупе и шупљине у маси чврсте форме, и они су били саставни део дизајна, али је њихова улога била секундарна. Међутим, у модерном вајарству највећи број дела је сасвим обрнуо овакво схватање, усмеравајући пажњу посматрача на просторне аспекте вајарског дела који су сада постали доминантни. Просторно вајарство је данас генерално прихваћено као грана вајарства.
У прошлости је такође сматрано да су вајарско дело и компоненте које га чине непромењивог облика и величине, као и да су лишене могућности кретања. Развојем кинетичког вајарства и ова схватање је доведено у питање, будући да се непокретност и постојаност више не могу сматрати суштинским за уметност вајарства.

## Типови скулптуре
Сваку скулптуру која стоји у простору називамо пуна пластика, а од пуне пластике се разликује рељеф.
- Рељеф су испупчења и удубљења изведена на равној површини која служи као подлога, тако да се рељеф може посматрати само са предње стране.

Скулптура се може, по типу поделити на: Бисте - Минијатурне фигуре - Статуе
- Биста је скулпторско дело које приказује тродимензионални горњи део човека, од појаса нагоре, а то подразумева, груди, рамена и главу. Овај тип скулптуре се најчешће ради у природној величини, а материјали су: мермер, камен, дрво, бронза...
- Минијатурна фигура - фигурина, статуета је скулпторско дело (Бисте и Статуе) мањег формата које приказује људе, божанства, предмете или животиње. Овај тип скулптуре је и најстарији облик скулпторског дела - Вилендорфска Венера, а материјали од којих се раде су: теракота, керамика, метал, стакло, порцелан, дрво, камен, пластика...
- Статуа је скулпторско дело које приказује тродимензионални приказ једне целине, било да су у питању људи, божанства, предмети или животиње. Статуе се могу бити саставни део неког ентеријера или да се налазе у слободном простору - споменици, фонтане, спомен обележја...

Скулптура која приказује само тродимензионални лик човека се може поделити на:
- Статуа, Кип, Фигура - Тродимензионални приказ целокупна човекова фигура
- Портрет - Тродимензионални приказ главе
- Биста или Попрсје - Тродимензионални приказ од појаса нагоре
- Коњаник - Тродимензионални приказ људске фигуре на коњу

Скулпторски елементи у архитектури - фасада, фриз, стуб, - се називају фасадна пластика и то се као елементи могу наћи:
- фигура
- рељеф
- биста
- орнаментарна пластика

## Вајарски појмови и концепти
Амбијентална скулптура - Акт - Арматура - Асамблаж - Бронза - Биста - Нађени предмет - Инсталација - Клесана скулптура - Кинетичка скулптура - Ленд-арт - Мермер - Мобилије - Одлевак - Рељеф - Теракота

## Ликовни елементи вајарског дела
Два најбитнија елемента вајарског дела (или скулптуре), масу и простор, једино је могуће виртуелно раздвојити. Свако вајарско дело је настало од материјала који имају масу и егзистирају у тродимензионалном простору.
Маса скулптуре је материја која заузима одређени део простора. Простор као елемент скулптуре се јавља на три основна начина: материјалне компоненте скулптуре се шире и простиру у и кроз простор; материја затвара или омеђује неки простор — стварајући шупљине и празнине у скулптури; и материјалне компоненте скулптуре се повезују у и преко простора у једну вајарску, односно уметничку целину.
Важност која се придаје маси или простору приликом стварања скулптуре значајно варира. У египатским скулптурама, али и у већини скулптура, на пример модерног вајара Константина Бранкузија, маса је од велике, или готово апсолутне важности, и већина идеја египатских уметника и Бранкузија су уско повезане тражењем одређених, јасно дефинисаних облика форме масе материјала. С друге стране, у делима неких других модерних вајара као што су Антоан Певзнер или Наум Габо, маса је сведена на минимум, и чине је транспарентне пластичне плоче или танки метални штапови. Чврста форма самих компоненти је овде од мање важности, пошто је њихов главни задатак да створе утисак кретања кроз простор, или да затворе, или омеђе одређени простор. У делима вајара као што су Хенри Мур и Барбара Хепворт, елементи као што су простор и маса су третирани као више или мање равноправни партнери.
Немогуће је одједном, и у потпуности сагледати тродимензионални облик једне скулптуре. Посматрач једино може сагледати целину, ако обиђе око ње, или се окрене око себе, у случају да се налази у унутрашњости неког од монументалних модерних вајарских дела. Због овога, понекад се погрешно подразумева да скулптуру треба конструисати с циљем представљања серије задовољавајућих пројекција (погледа), као и да ти вишеструки погледи представљају главну разлику између вајарства и сликарства. Такав приступ игнорише чињеницу да је могуће схватити чврсте форме као заобљене волумене, конципирајући идеју заобљења из било које пројекције или угла посматрања. Велики део скулптура је стваран са идејом да буде схваћен првенствено као волумен.
Волумен је фундаментална јединка тродимензионалне чврсте форме коју је могуће конципирати. Неке скулптуре се састоје од само једног волумена, друге чини више њих. Људску фигуру вајари обично схватају као композицију више волумена, сваки од којих одговара неком од већих делова тела, као што су глава, врат, труп и екстремитети.
Шупљине и удубљења у скулптури, а које су пажљиво дефинисане као и чврсте форме, су од једнаке важности за целину, и понекад их се назива негативним волуменом.
Површине скулптуре су у суштини, оно што је видљиво. Преко промена форме површина долазимо до закључака о унутрашњој структури скулптуре. Стога, површина има два аспекта: обухвата и дефинише унутрашњу структуру маса скулптуре и уједно је део скулптуре који је повезује с простором.
Експресивни карактер различитих врста површина је од највеће важности за скулптуру. Конвексне површине сугеришу пуноћу, уздржаност, затварање, спољашњи притисак унутрашњих сила. У индијском вајарству такве површине имају посебно метафизичко значење. Представљањем „инвазије” простора у масу скулптуре, конкавне површине сугеришу деловање спољашњих сила које су индикатор колапса и ерозије. Равне површине имају тенденцију да дају утисак тврдоће и укочености материјала. Равне површине су стриктне и нефлексибилне, и не одају утисак унутрашњих и спољашњих притисака. Површине које су конвексне у једној кривини, а конкавне у другој, могу сугерисати утицај унутрашњих сила и притисака, али су у исто време рецептивне за спољашње силе и притиске. Асоцирају на раст форме, односно ширење волумена у простору.
За разлику од сликара који ствара светлосне ефекте у свом делу, вајар обликовањем форми скулптуре индиректно манипулише светлошћу. Дистрибуција светлости и сене преко форми скулптуре зависи од правца и интензитета светлости из спољашњих извора. Тако да, до одређене границе вајар може одредити врсту утицаја коју ће та спољашња светлост имати на његову скулптуру. Уколико му је познато место где ће његово дело бити изложено, он може прилагодити форме своје скулптуре врсти светлости којој ће бити изложена. На пример, прозрачна сунчева светлост Египта и Индије, захтева другачији третман од слабе светлости ентеријера једне средњовековне катедрале на северу Европе. Могуће је створити ефекте светло-сена (или кјароскура), усецањем или моделирањем дубље у материју, где усечене форме стварају утисак дубоке сене, а избочења примају светлост. Многи вајари готике су у својим делима користили светло и сену као упечатљив експресивни елеменат, потенцирајући мистериозну тамноћу са формама које се ломе преко сене која долази из тамне позадине. Грчки, индијски и многи вајари италијанске ренесансе, моделовали су форме својих скулптура тако да приме светлост на начин на који ће волумен и маса скулптуре да оставе утисак прозрачне светлосне јасноће.
Боја скулптуре може бити природна, или настала вештачким путем, односно бојењем материјала који чине скулптуру. У блиској прошлости, прецизније са почецима модерне скулптуре, вајари су више него икада раније у историји постали свесни лепоте многих материјала који се користе у вајарству, покушавајући да искористе њихове природне особине, нарочито боју и текстуру. У савремено доба, постоји тенденција коришћења чистих вештачких боја и индустријски већ обојених материјала, као битног елемента скулптуре.

## Вајарске технике
Разлика између техника моделирања, клесања и изливања је од фундаменталне важности за вајарство, које уједно кроз историју представљају три основне технике вајарства. Конструисање склапањем истих или различитих материјала, као и склапање варењем делова метала, такође припадају основним техникама, али су оне настале у 20. веку. Моделирање је техника у коју се одлично уклапају глина и восак, пошто се ради о материјалима које је због њихових природних карактеристика, могуће лако обликовати, додавањем, или скидањем материје.
Клесање је вајарска техника која се користи са материјалима, које због њихове тврдоће није могуће обликовати без употребе алата и вајарског оруђа. Материјали који се најчешће обликују овом методом су: камен, дрво, слоновача и мермер.
Излевање је вајарска техника у којој завршене скулптуре настају преко калупа који се праве на основу претходно урађених модела, обично у глини.
Када се направи модел у глини, у глину се забадају танке лимене плочице да би се направило више одвојених комада калупа. За портрет, калуп је обично састављен од пет делова. Горњи део главе, стражњи део главе, и предњи део из два или три дела. Након тога, модел прекријемо текућим гипсом како би након стврдњавања добили гипсани калуп. Калуп тако постаје негатив модела. Након што смо из готовог калупа извадили сувишну глину и очистили га, унутрашњи део се премаже специјалном смешом (вазелин, сапуница), која спречава да се материјал од кога лијемо скулптуру залепи за подлогу калупа.
Најчешће коришћен материјал за излевање кроз историју скулптуре су бронза и гипс, мада постоје и примери у гвожђу, а у модерно доба развојем индустрије и технологије и нових материјала, овом методом се праве и скулптуре у резини и пластици.

## Вајарски материјали
Вајарски материјали: Глина - Глинамол - Гипс - Легуре - разни метали - Бронза - Дрво - Камен - Мермер - Жица - Цеви - металне и пластичне - Метал - Стакло - Слонова кост - Лим, алуминијска и бакарна фолија - Папир - Папир маше - папир-пластика - Пластика - Акрил - Клирит - Битумен и други материјали - Песак - Лед - Снег - Со - Комбинована техника - разни материјали
- Скулптура од стакла
- Скулптура од камена
- Скулптура од метала
- Скулптура од дрвета
- Скулптура од бронзе
- Скулптура од соли
- Водена скулптура
- Скулптура од бетона

- Глина - земља, иловача, је најједноставнији, али истовремено и најсуптилнији вајарски материјал. Глина се обликује рукама и додатним алаткама и са њом започињу свој вајарски израз предисторијски и примитивни народи, као и деца, али и сами вајари који прављењем глиненог модела, и узимањем гипсаног калупа са њега, изливају своје скулптуре у разним материјалима, као што су бронза, пластика итд.

Глину, као вајарски материјал су употребљавали Египћани, Грци, Ертрурци, Индијци, Кинези, Јапанци, Астеци, Маје, али свака култура на себи својствен начин. Глина као вајарски материјал, разноврсном термичком обрадом поприма нове карактеристике, тако да су Грчки вајари на теракотама - „печена глина“, приказивали призоре из свакодневног живота, а Етрурци су цело своје вајарство, посебно ликове на рељефима саркофага, моделирали у глини.
- Мајолика и фајанса је печена, бојена и глазирана Глина. Мајолику су познавале већ мезопотамска и касније, исламска архитектура.
- Порцелан настаје печењем посебне врсте беле глине на врло високој температури. Техника прављења порцелана потиче из Кине и Јапана. У доба рококоа у Европи је порцелан постао популаран и тражен, а индустрије порцелана су се развила у француском граду Севресу и немачком граду Мајсену.
- Камен и мермер су скупи скулпторски материјали, а спадају у сам врх пластичних материјала. У каменом добу човек је класао камен пешчар и направио прву камену фигурину у част жене. Месопотамци су ликове својих владара клесали у граниту, Египћани у базелиту. Грци су своја божанства клесали од камена, а Римљани своје цареве. Клесање камена је замрло у средњем веку, али су се вајари готике поново вратили камену, камену слабије тврдоће и у њему су радили рељефе, фризове и склуптуре у катедралама.

## Вајарски алати и оруђа
Да би се једно вајарско дело - скулптура - извело, постоје неопходни вајарски алати који су потребни за рад. Када је у питању моделовање скулптуре (глина, восак), неопходно је имати вајарски штафелај на коме се ваја модел који се касније одлива.
На штафелај се поставља „арматура“ - обично је то комад дрвета обавијен и обложен жицом - која ће да држи материјал са којим се ваја, а затим се наноси, део по део, вајарски материјал. За наношење материјала се користе дрвене и жичане шпахтле, разних величина и облика са којима се додаје или скида материјал у коме се ради. Вајарски штафелај се користи за моделовање биста и фигурина, а за моделе већих димензија се користе дрвени подијуми на којима се, у зависности од облика и величине фигуре, поставља арматура.
- Арматура - фигура, биста
- Длето за дрво
- Длета за дрво
- Прибор за клесање

- Длета за камен
- Вајарски штафелај
- Шпахтле жичане
- Шпахтле дрвене

## Историја скулптуре

### Европа

#### Египатска скулптура
У Старом Египту религија диктира монументалност, униформност, фронталност и укоченост у уметности, а осим архитектонских остварења египатску уметност чине и вајарска дела:
- Портретне статуе и бисте

Радиле су се у случају да мумија пропадне, а имале су смирен став и код седеће и код стојеће фигуре, са избаченом ногом, која не показује кретање, већ повећава статичност. Уздржаност, укоченост – репрезентативност, монументалност. Наглашена је оса симетрије. Вајало се помоћу пројекција па су фигуре «сапете» и представљене су чеоно. Задња страна скулптуре се ослањала на зид, тако да те фигуре никад нису слободне. Египатске статуе су биле бојене, али се боја током векова изгубила.
- Рељефи

Рељефи имају исте побуде као и скулптура – мотиви везани за живот, илуструју живот умрлог.
Сагледава се и пут умрлог ка «оном свету». Рељеф је плитак и ближи сликарству него вајарству.
Постоје две врсте: Ниски барељеф (благо испупчени облици) и упуштен рељеф (урезан)
Рељеф је близак гравури, обојен је, а због своје плиткоће нема светлости и сенке. Мушка тела су тамнија од женских. Бојење је континуирано и униформно, без нијанси.

#### Грчка скулптура
У доба Грчке, од 9. века пре нове ере до 1. века скулптура пролази кроз фазе које прате и развој Грчке цивилизације, од архајског доба до Хеленистичке Грчке.
- Архајско доба

У архајско доба египатска уметност врши директан утицај на скулптуру Грчке: руке приљубљене уз тело, стилизоване фризуре, припијена одјећа истакнута плитким рељефом. Због страха скулптора да не поломе камен, плитко клесане скулптуре су изгледале изразито укочено.
- Класично доба

Скулптури класичног доба су успели постићи савршено мајсторство у обради камена. Општа тежња грчке скулптуре била је идеализација која је достигла свој врхунац у класично доба. Та потпуна идеализација довела је до тога да су све грчке скулптуре високе, витке и савршено пропорционалне.
- Хелинистичко доба

Хеленистичка скулптура се препознаје, било по слојевитој и непрегледној композицији, било по покрету који је јако наглашен, или по дубокој обради површине којом се добива велики контраст осветљених делова и сенки што појачава немир садржан у скулптури и узбуђење које преноси на посматрача.

#### Етрурска скулптура
Етрурска култура се развијала на подручју данашње централне Италије од 9. - 3. века п. н. е. када Етрурски градови падају под власт Рима који преузима и развија ову културу. У оквиру античке уметности етрурска уметност ствара посебну и препознатљиву групу, иако се увелико ослања на грчке изворе (посебно у сликарству и керамици, преко увезених предмета из грчких колонија на југу Италије).
Значај веровања у загробни живот, код Етрураца показује и израда саркофага који су састављени од сандука на којима обавезно лежи скулптура покојника. На предњој страни саркофага најчешће се налази плитак рељеф схваћен као цртеж, а не као пластика.
Гробове у унутрашњости су Етрурци осликавали. Задатак тих цртежа био је остварити атмосферу сличну дому у тежњи да се од гроба створи околина у којој је покојник живео.
Реалистичку фигуралну и орнаменталну декорацију храмова радили су углавном у теракоти, коју су често осликавали (глава Хермеса из Веија, многобројни саркофази и стеле), а постоје и изузетно дела у бронзи (Капитолска вучица, Химера из Ареза, Марс из Тодија, итд.).

#### Римска скулптура
Почеци римске скулптуре ослањају се на етрурску скулптуру или су дословна копија грчких мајстора у мермеру. Док су у класичној Грчкој интереси били усредсређени на тражење, обликовање општег, идеалног људског лика, у римској је уметности акцент на приказивању појединачног и карактеристичног. То најбоље долази до изражаја у мноштву портрета римских грађана (14 000 скулптура). На тим портретима се постижу меки прелази светла и сенке меканом обрадом површине, а карактеризација понекад иде до потпуне натурализације.
Јединствени су и римски рељефи који су обично бивали везани за заветне објекте - саркофаге, тријумфалне стубове или славолуке. Најбољи рељефи се налазе на „Титовом славолуку“ из 81. године, а представљају освајање и разарање Јерусалима. Утисак просторности на овим рељефима постиже се комбинацијом високог рељефа у првом, и плиткога у другом плану.
Трајанов стуб, (Рим, 106. –113. године, мермер, висина траке рељефа око 1,27 m.) је најпознатији тријумфални стуб. Он је украшен од базе до врха наративним рељефима који у виду спиралне траке обавијају стуб и у плитком рељефу приказују победоносни рат против Дачана.
Једини сачувани коњанички споменик је римског цара, Марка Аурелија, филозофа и песника. На овој бронзаној скулптури велики облици су ситним детаљима спојени на крајње природан начин. Ово дело било је узор великим коњаничким скулптурама ренесансе - (Донатело и Андреа дел Верохио).

#### Средњовековна скулптура
У раном средњем веку, архитектура је предложила скулптуру и одредила места на којима ће она моћи да се прихвати и изрази, она одређује које ће се површине скулптурално обрадити. Ово је време непостојања скулптуре. Користи се једино врло плитки рељеф за саркофаге, гробне плоче, олтарске преграде. Украси су у комбинацији розета и крижева, све у строгој геометрији .

#### Готска скулптура
Скулптура, у овом периоду има неодељиви задатак на украшавању катедрала и употребљава се као допуна архитектури и украшавање архитектонских елемената, капитела ступова, пиластера и конзола. Балдахинска пластика је била основни елеменат развоје скулптуре као самосталног дела у уметности. У 12. и 13.-том веку то је пре свега катедралска пластика, а мотиви су из живота Христа и девице Марије, као и из живота светаца. Преко рељефа који је био у пре у употреби скулптура долази до изражавању волуминозности и до типа просторне скулптуре. Главни значај добија презентација људског тела које се све више конфронтира са пропорцијом и природним облицима, а моменат реализма означили су и облици који су од првобитног шематизма добијали на индивидуалности.

#### Ренесансна скулптура
Са сачуваном скулптуром из антике, скулптура је постала једна од првих уметности овог доба, где је дошло до промена у схватању у односу на средњовековну скулптуру. Јавља се скулптура као посебно дело- слободно стојећа и уметници успешно савладавају драматизацију сцена, експресивност у представљању емоција људског лица или драперије. Велики изазов су биле скулптуре са коњима и портрети, а јављају се бисте познатих личности а познате су и ситне пластике и медаље .

#### Барокна скулптура
У Бароку се скулптуре одликују бујном волуминозношћу тела и узнемиреним драперијама, покренутошћу и снагом израженом у композицији, те дубоком моделацијом због чега се појављују снажни контрасти светлости и сенке (у дубоким рељефним обрадама композиције). Таква вајарска дела као да бујају на свим могућим местима – у унутрашњости грађевина, у црквама, по степеништима и дворанама палата и двораца, и споља, избијајући уз портале, подмећући леђа под балконе, те врве по крововима, израњају из фонтана и бројних јавних споменика на трговима градова. По својој тематици, скулптуре најчешће обухватају хришћанске теме и ликове, затим митолошке ликове и групе, а често су то и портретске скулптуре, као и надгробне скулптуре.

#### Рококо скулптура
Рококо је у првом реду декоративни стил, па се, опседнутост орнаментиком јавља и у скулптури, као и у архитектури и сликарству. Орнаментика није једини смисао касно барокног ликовног израза, иако у првом реду доприноси препознавању и временском одређивању дела овог стила. После монументалности стила у доба Луја XIV, рококо доноси у другој четвртини 18. века лаки, освежавајући тон, осмех и умањену сразмеру. У вајарству највећи допринос су дали Французи: Лемоан, Фалконе и Клодион.

### Азија
На Далеком истоку, религија је такође доминирала у уметничким стиловима и формама. У уметности Индије и Тибета биле су посебно заступљене обојене дрвене, камене и бронзане религиозне скулптуре, као и камене скулптуре које су биле делови великих храмова.
Кинеска уметност се карактерише резбарењем у жаду, бронзи, лончарству (укључујући невероватну глинену војску ратника Си'ана цара Ћина. Кинески стилови прилично варирају од периода до периода и традиционално се називају именом династије која је у то доба владала.
- Глинена војска
- Натараја
- Кајурахо

Периоди у јапанској уметности такође су добили име по царским династијама, и такође, као и кинеска уметност, веома се разликује од периода до периода, а скулптуре су монументалне и готово увек религиозне.

### Африка
Утврдити тачан датум афричких скулптура је веома тешко јер су то већином дрвене фигуре, а време трајања дрвета је од 150 до 250 година. Већина скулптура су прилагођене ваљкастом облику дебла дрвета, и често су обојене јарким бојама или су питању инкрустрације - делићи шкољке, комадићи обојеног стакла, зуби животиња и др, утиснути у дрво.
У неким деловима афричког континента резбаре се кљове слона и животињске кости. Камена скулптура је веома ретка, као и примена метала, јер је знање о ливењу бронзе било једино у западној Африци, и то у скулптурама из Бенина из 13. -14. века која су се изведила техником „cire perdue“ - ливење уз помоћ модела од воска.
- Маконда
- Маконда
- Маконда

Посебну категорију афричке ликовне уметности, а то је и дио религијско-магијског фолклора, чине маске - ратничког или култнога значења (тотемизам, анимализам, мистичне иницијације и др.), од обичне имитације животињских глава до невероватних фантастичних и застрашујућих скулпторских облика, који се обликују од најразноврснијих материјала - резбаре се, инкрустрирају, фарбају са обилатим додацима перја, лишћа, комада дрвета, костију животиња, крзна и сл.
Афрички антинатурализам и једноставност, сажетост, као и широка палета боја и облика су извршили велики утицај на један део сликара и вајара из доба експресионизма и фовисзма, посебно на кубисте Матиса и Пикаса).

### Претколумбијско доба

#### Северна Америка
У Северној Америци су живела многа номадска племена „северноамеричкихх Индијанаца“ који, због свог начина живота, нису оставили зидане грађевине и монументалне скулптуре, а једина скулпторска дела „северноамеричких Индијанаца“ су дрвени, често обојени тотеми и живописне маске са животињским и људским ликовима. Данас се могу видети ти тотеми, готово нетакнуте културе, у северозападној обали Америке (Канада, Орегон, јужна Аљаска).

#### Средња Америка
- Култура Оцмека

Својеврсна камена пластика (велике камене главе, олтари, људске фигуре са великим образима), фигурине од жада и нефрита, божанства са цртама јагуара, потврђују постојање једног раслојеног друштва, са једне стране владари и свештеници, а са друге стране занатлије и сељаци.
- Култура Маја

Производили су вишебојну керамику с реалистичним мотивима, скулптуре у кречњачком камену, камене стеле са рељефима и натписима, церемонијалне камене секире и др. У скулптури Маја је владао гротескни - натуралистички стил који је нарочито препознатљив у дугачким и целовитим рељефима на којима доминирају ликови чудовишних људи и невероватних и фантастичних животињских облика.
- Култура Астека

Астеци, народ који је у 14. веку дошао са севера Америке и населио Мексиканску висораван где је, на острву у средини језера саградио своју престоницу Теночтитлан (данашњи Мексико). Астеци су од својих суседа преузели стару средњоамеричку културу чије су основне одлике пирамидални храмови и камене скулптуре.
- Теночитлан
- Коатлике
- Човек са какаом

#### Јужна Америка
- Култура Инка

Осим што су били веома вешти градитељи, Инке, су били и веште занатлије – њихова је грнчарија вешто осликана геометријским шарама, или је украшена портретима и ликовима животиња. Оруђе и оружје је богато изгравирано орнаментима, а израђено је од сребра, злата, бакра и бронзе. Археолози су пронашли и многобројне остатке скулптура које су у правилу приказивале божанства.
- Камене фигуре из Караиа
- Фигурине Инка
- Фигура посуда

## Модерна скулптура
Корени модерне уметности се обично вежу за другу половину 19. века, када се јавља отпор и жестока критика класицизма и академског схватања уметности, како од стране уметника тако и од стране критичара уметности. Први уметнички покрет који је праксом исказао своје незадовољство према академским учењима и схватањима био је импресионизам, крајем 1860-их година. Импресионисти су заговарали ослобађање уметника од тираније подређивања уметничког дела теми или предмету представљања, и такође слободу у истраживању ликовних елемената, као што су боја, потез, композиција и форма. Тај став је остварио снажан, такорећи револуционаран утицај и на вајарство. Француски вајар Огист Роден био је први који је усвојио неке ставове импресиониста у свом делу, посебно по питању слободе форме и кренуо у истраживање преко студија живих модела, за разлику од претходне скоро двовековне академске традиције која се базирала пре свега на студијама класика грчке, римске и уметности ренесансе, са тачно дефинисаним канонима о томе како треба да изгледа довршено уметничко дело.
- Пред купањем, Штурса
- Грађани Калеа, Роден

Роден је успео да буде нов и другачији, без раскидања са традицијом вајарства. Али, ипак су његова дела изазивала силовите дискусије међу критичарима, многи од којих су их сврставали у импресионистичка. Разлог због којих се то дешавало, налази се у чињеници да је Роден понекад само сугерисао форме, остављајући машти посматрача да их допуни, а у неким случајевима је остављао нетакнуте делове камена, (на пример, скулптура у мермеру „Божија рука“ из 1898. године).
Румунски вајар Константин Бранкузи, једно време помоћник Родена, а касније уједно с њим сматран зачетником модерне скулптуре, такође је у својим делима исказао константно интересовање за формалне проблеме вајарства. Истражујући идеју крајње једноставности форме, дужи низ година је радио на скулптури „Пољубац”, која се састоји од групе у форми кубуса. Иако је идеја била радикална за време у ком је дело настало и чак нас може подсетити на карикатуру, у суштини проблем који је наизглед покушавао да реши Бранкузи и није тако нов. Још је Микеланђело имао схватање по ком је задатак вајарства „ослобађање форме која је заробљена у мермерном блоку”. Вероватно је Бранкузи хтео да приђе проблему са супротне позиције, покушавајући да дефинише облике фигуре, и у исто време задржи што је више могуће првобитну форму мермерног блока.

## Галерија скулптура
| - Египатска скулптура Хатшепсут - Грчка скулптура Курос из Атике - Грчка скулптура Ника са Самотраке - Кинеска скулптура Пинг Јао, Кина - Римска скулптура Хераклес и Телефос - Ренесансна склуптура Мадона, Микеланђело - Готска склуптура Човек са мачем - Барокна склуптура Екстаза св. Терезе - Рококо склуптура Купидон - Модерна склуптура Роденов „Мислилац“ - Поп-Арт склуптура Раушенберг, Објекат |

## Познати вајари
Фидија - Поликлет - Микеланђело Буонароти - Бенвенуто Челини - Огист Роден - Хенри Мур - Жан-Леон Жером - Иван Мештровић - Алберто Ђакомети